# República de Mirdita
La República de Mirdita (Republika e Mirditës) fue una república no reconocida de corta duración declarada en el norte de Albania por Marka Gjoni y sus seguidores. Existió entre el 17 de julio y el 20 de noviembre de 1921. Gjoni dirigió a los miembros de su tribu católica conocida como Mirdita en una rebelión contra el príncipe y el parlamento albanés establecidos después de la Primera Guerra Mundial . El Reino de los serbios, croatas y eslovenos (Después conocido como Yugoslavia), y su recién entronizado rey Aleksandar Karadjordjevic, respaldaron a Gjoni basándose en su interés de tener una región separatista dentro de Albania, debilitando el estado albanés recién creado y así agudizar el antagonismo religioso.
Gjoni proclamó en Prizren la fundación de una República independiente de Mirdita . Gjoni fue el único presidente de la república. Como la república violó la soberanía del estado albanés, las tropas del gobierno albanés lucharon y finalmente extinguieron la república. El gobierno de la república fue invadido por el gobierno albanés, aunque ninguna persecución cayo contra sus principales líderes. Gjoni huyó a Yugoslavia, pero luego regresó a Albania y permaneció activo en la vida política hasta su muerte en 1925.

## Historia

### Antecedentes
La región de Mirdita ha sido tradicionalmente conocida por ser un lugar de la resistencia católica contra las autoridades otomanas. Esta resistencia tiene sus raíces en el siglo XV, cuando los Mirditors lucharon contra los  otomanos bajo el liderazgo de Gjergj Kastrioti y Skenderbeg . Además, se dice que los Mirditors son los hermanos directos de la tribu Dukagjini, lo que significa que ambas regiones fueron dirigidas por un antepasado. Los Mirditors lograron unirse con las áreas de Kurbin, Lezhë, Dukagjin, Pukë, Shkodër y Malësia para preservar su cultura, religión y así obtener la autonomía del Imperio Otomano.[cita requerida]

### Proclamación e intento del establecimiento de la república de Mirdita

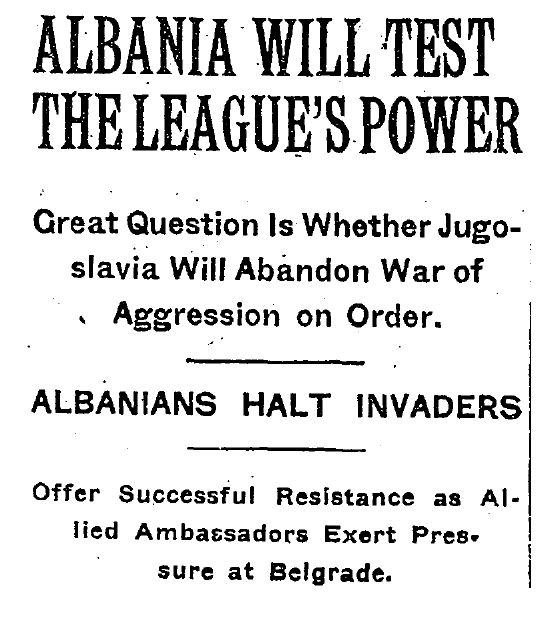
Un titular del New York Times del 9 de noviembre de 1921 sobre la incursión yugoslava en Albania.

En 1919, Prenk Bib Doda, el jefe de la tribu católica Kapetainate de Mirdita fue asesinado en 1919 cerca de los pantanos de Lezha y no dejó sucesores. Marka Gjoni, un pariente, se convirtió en reclamante y sucesor del puesto de cacique, sin embargo, muchos de los líderes de Mirdita se negaron a reconocerlo ya que carecía de popularidad entre la tribu debido a problemas de cobardía mostrados durante la Primera Guerra Mundial . Permitió que las autoridades yugoslavas declararan en su nombre la independencia de la república de Mirdita en julio de 1921 en Prizren, Yugoslavia. Gjoni recibió apoyo yugoslavo, armas, dinero y soldados de los cuales puso a su servicio el ejército ruso blanco de Wrangel. el motivo de la independencia que alegó fue que el gobierno albanés o iba a prohibir el catolicismo. Los eventos de la república de Mirdita coincidieron con negociaciones internacionales sobre la finalización de la frontera entre Albania y Yugoslavia, que los participantes consideraban importante y estas discusiones continuaron durante noviembre de 1921. Gjoni instó a las autoridades yugoslavas a tomar medidas para asegurar el reconocimiento de la república de Mirdita, mientras que los yugoslavos esperaban que la rebelión en el norte de Albania tuviera apoyo para sus reclamos territoriales en la región. Grecia dio reconocimiento a la república de Mirdita. En la Sociedad de las Naciones, el gobierno yugoslavo acusó al gobierno albanés de ser una herramienta de las élites musulmanas terratenientes, mientras que Albania respondió que no era un gobierno de musulmanes y que representaba a los albaneses de todas las religiones. El gobierno yugoslavo cuestionó que el gobierno albanés de Tirana representara a todos los albaneses, debido a la existencia de la república de Mirdita, que puso en duda el estatus de Albania como país, lo que afectó su condición de miembro de la Liga de Nación. La delegación yugoslava sostuvo que existían dos gobiernos y que no existía la unidad del pueblo albanés.
Gran Bretaña, que reconoció al gobierno albanés en noviembre de 1921, rechazó la posición de Yugoslavia enviando a través de su primer ministro Lloyd George múltiples protestas diplomáticas a Belgrado exigiendo su retirada de las áreas en disputa. La intervención de Gran Bretaña fue importante ya que el apoyo yugoslavo a Gjoni terminó a partir de entonces. El gobierno británico aconsejó a la Liga de las Naciones que se deben tomar medidas contra Yugoslavia con base en el artículo 16 del Pacto de la Liga y la Conferencia de Embajadores sugirió sanciones. La Sociedad de Naciones reconoció que las fronteras de Albania eran las de 1913 con pequeños ajustes territoriales a favor de Yugoslavia. Ahmet Zog fue enviado a la región de Mirdita por el gobierno albanés con un contingente de tropas albanesas y fuerzas irregulares que derrotaron el movimiento secesionista el 20 de noviembre de 1921. A su llegada, Zog ofreció términos indulgentes sin represalias si cesaba la rebelión, mientras que Gjoni huyó a Yugoslavia. Los ancianos locales negociaron con Zog un trato con el gobierno. Mirdita fue puesta bajo estado de sitio, Gjoni y sus seguidores fueron proclamados traidores a Albania y otros Mirditors asociados con los hechos fueron castigados en un tribunal político del gobierno. Se abolieron los arreglos anteriores que datan del período otomano que le dieron a Mirdita autonomía a través de un gobierno indirecto. Después de algún tiempo, a Marka Gjoni se le permitió regresar a Albania y en Mirdita participó activamente en los asuntos locales durante algunos años antes de su muerte.

### Legado
Los antiguos territorios de la República de Mirdita se redujeron en tamaño y población a menos de la mitad, lo que hoy se conoce como Región de Mirdita. El distrito de Mirditë se crearía más tarde. Otros distritos vecinos toman parte en las partes anexas de "Old Mirdita" ( en albanés: "Mirdita e Vjetër"   ), conocido solo por los lugareños.

## Gobierno
- Presidente: Marka Gjoni
- Ministro de Relaciones Exteriores: Anton Ashiku
- Ministro de Guerra: Prenk Lleshi
- Ministro del Interior: Zef Ndoci